# Chelidonium
Genre
Classification phylogénétique
Chelidonium est un genre de plantes à fleurs de la famille des Papavéracées. Ce ssont des plantes herbacées originaires d'Afrique du Nord et d'Eurasie.
Il s'agit de plantes pérennes. Les feuilles sont alternes et profondément lobbées. Les fleurs sont jaunes.

## Liste des espèces
Selon Catalogue of Life (14 aout 2021) :
- Chelidonium asiaticum (Hara) Krahulc.
- Chelidonium hylomeconoides (Nakai) Ohwi
- Chelidonium majus L.